# Ayvazpınarı, Gölcük
Ayvazpınarı là một xã thuộc huyện Gölcük, tỉnh Kocaeli, Thổ Nhĩ Kỳ. Dân số thời điểm năm 2010 là 97 người.